# UFC 11
UFC 11: The Proving Ground foi um evento de artes marciais mistas promovido pelo Ultimate Fighting Championship, ocorrido em 20 de setembro de 1996 no Augusta Civic Center em Augusta, Georgia. O evento foi transmitido ao vivo no pay-per-view nos EUA, e depois lançado em home video.

## Background
O card contou com um torneio de oito lutadores, e duas lutas alternativas em caso de lesões e para cumprir o tempo na transmissão pay-per-view. Devido a múltiplas lesões e fadigas, sem substitutos capazes de continuar após suas lutas na semifinal. Roberto Traven quebrou a mão após sua luta alternativa e o título foi vencido por desistência. Rich Goins retornou como apresentador do ring.
Igor Vovchanchyn foi convidado para lutar no UFC 11, mas não pôde participar por questões de visto e também por insatisfação contratuais. 

## Resultados
^ a: Com Scott Ferrozzo lesionado, todos os substitutos incapazes de continuar, Coleman foi declarado vencedor do Torneio.

^ b: Ferrozzo substituiu Bohlander que foi incapaz de continuar no torneio.

## Chave do Torneiro
|  | Quartas de final | Quartas de final | Quartas de final |  |  | Semifinais | Semifinais | Semifinais |  |  | Final | Final | Final |  |
|  |                  |                  |                  |  |  |            |            |            |  |  |       |       |       |  |
|  | Mark Coleman     |                  |                  |  |  |            |            |            |  |  |       |       |       |  |
|  |                  |                  |                  |  |  |            |            |            |  |  |       |       |       |  |
|  | Julian Sanchez   |                  |                  |  |  |            |            |            |  |  |       |       |       |  |
|  |                  | Mark Coleman     |                  |  |  |            |            |            |  |  |       |       |       |  |
|  |                  |                  |                  |  |  |            |            |            |  |  |       |       |       |  |
|  |                  |                  | Brian Johnston   |  |  |            |            |            |  |  |       |       |       |  |
|  | Brian Johnston   |                  |                  |  |  |            |            |            |  |  |       |       |       |  |
|  |                  |                  |                  |  |  |            |            |            |  |  |       |       |       |  |
|  | Reza Nasri       |                  |                  |  |  |            |            |            |  |  |       |       |       |  |
|  |                  | Mark Coleman 2   |                  |  |  |            |            |            |  |  |       |       |       |  |
|  |                  |                  |                  |  |  |            |            |            |  |  |       |       |       |  |
|  |                  |                  | Desistência      |  |  |            |            |            |  |  |       |       |       |  |
|  | Tank Abbott      |                  |                  |  |  |            |            |            |  |  |       |       |       |  |
|  |                  |                  |                  |  |  |            |            |            |  |  |       |       |       |  |
|  | Sam Adkins       |                  |                  |  |  |            |            |            |  |  |       |       |       |  |
|  |                  | Scott Ferrozzo 1 |                  |  |  |            |            |            |  |  |       |       |       |  |
|  |                  |                  |                  |  |  |            |            |            |  |  |       |       |       |  |
|  |                  |                  | Tank Abbott      |  |  |            |            |            |  |  |       |       |       |  |
|  | Jerry Bohlander  |                  |                  |  |  |            |            |            |  |  |       |       |       |  |
|  |                  |                  |                  |  |  |            |            |            |  |  |       |       |       |  |
|  | Fábio Gurgel     |                  |                  |  |  |            |            |            |  |  |       |       |       |  |

1Jerry Bohlander saiu devido a lesão. Ele foi substituído por Scott Ferrozzo.
2Scott Ferrozzo foi incapaz de continuar devido à exaustão, tornando Mark Coleman vencedor por omissão.

## Ligações Esternas
- Resultados do UFC 11 no Sherdog
- Análises de lutas do UFC 11
- Website Oficial do UFC